# Abra lioica
Abra lioica is een tweekleppigensoort uit de familie van de Semelidae. De wetenschappelijke naam van de soort werd in 1881 gepubliceerd door Dall.